# 喷他佐辛
喷他佐辛（pentazocine），在台灣俗稱速賜康、速死坑、孫悟空，是第一个临床应用的阿片受体激动/拮抗型镇痛剂，能提供包括吗啡、杜冷丁等阿片样药物相接近的镇痛作用；胃肠外给药产生快速强烈的镇痛作用，起作用时间比吗啡、杜冷丁短，中枢抑制作用轻，特别是在呼吸抑制和恶心呕吐方面都比其他阿片样药物轻，没有低血压反应，药物依赖性比其他阿片样药物小，不影响情绪，半衰期适中，其适宜的半衰期适用于各种手术，手术后遗作用迅速消除；可肌注、皮下、静脉、泵入等多种途径给药。可应用于各种手术麻醉的镇痛，可用于麻醉诱导、术中麻醉、术后镇痛等，各种手术科室的术后镇痛，各种腔镜手术的镇痛，无痛人流的镇痛，适用于癌症病人的镇痛等。

## 性质
白色或微褐色粉末。
不溶于水，可溶于乙醇，易溶于三氯甲烷，微溶于苯和乙酸乙酯。

## 鉴别反应
酚羟基遇三氯化铁显黄色，可以使高锰酸钾褪色

## 制备
以3,4-二甲基吡啶为原料,与碘甲烷及氯化对甲氧基苄基镁缩合,还原\环合生成中间体2'-羟基-N,5,9,-三甲基-6,7-苯吗喃;酰基化\氰化和水解制成5,9-二甲基-2'-羟基-6,7-苯吗喃,与二甲基溴丙烯反应即得。

## 机理
本品为阿片受体部分激动剂，作用于κ受体，大剂量时有轻度拮抗吗啡的作用。鎮痛效力为吗啡的1/3，为哌替啶的3倍。优点是副作用少，成瘾性小。